# Turie
Turie (en hongrois : Háromudvar) est une commune de la région de Žilina, en Slovaquie.

## Histoire
La première mention écrite du village date de 1386.

## Démographie

### Évolution de la population
| Année:               | 1994. | 2004.   | 2014.   | 2024.   |
| -------------------- | ----- | ------- | ------- | ------- |
| Nombre de personnes: | 1819  | 1970    | 1979    | 2158    |
| Différence:          |       | +8,30 % | +0,45 % | +9,04 % |

| Année:               | 2023. | 2024.   |
| -------------------- | ----- | ------- |
| Nombre de personnes: | 2117  | 2158    |
| Différence:          |       | +1,93 % |